# Троицкий Росляй
Троицкий Росляй — село в Токарёвском районе Тамбовской области России. Административный центр Троицкоросляйского сельсовета.

## География
Село находится на берегу реки Эртиль, на расстоянии 2 км к западу от рабочего посёлка Токарёвка, административного центра района.

### Часовой пояс
Село Троицкий Росляй, как и вся Тамбовская область, находится в часовой зоне МСК (московское время). Смещение применяемого времени относительно UTC составляет +3:00.

## Население
| 2002 | 2010 |
| ---- | ---- |
| 843  | ↘807 |

### Национальный состав
Согласно результатам переписи 2002 года, в национальной структуре населения русские составляли 98 % из 843 чел.